# Othmar Wessely
Othmar Wessely (* 31. Oktober 1922 in Linz, Oberösterreich; † 20. April 1998 in Wien) war ein österreichischer Musikwissenschaftler.

## Werdegang
Othmar Wessely studierte Musikwissenschaft an der Universität Wien bei Erich Schenk. Von 1963 bis 1971 war er Universitätsprofessor an der Karl-Franzens-Universität Graz, von 1972 bis 1992 der Nachfolger seines Lehrers Schenk an der Universität Wien.
Ab 1974 war Wessely Leiter der Publikationen der Denkmäler der Tonkunst in Österreich (DTÖ). Von 1982 bis 1998 war er Obmann der Kommission für Musikforschung der Österreichischen Akademie der Wissenschaften und wissenschaftlicher Leiter des Anton Bruckner Instituts Linz.
Wessely war ab 1951 mit der Musikwissenschaftlerin Helene Wessely-Kropik (1924–2011) verheiratet. Beide wurden in einem Grab am Döblinger Friedhof (Gruppe 32, Reihe 4, Nummer 25) bestattet (Grabstein wegen Ablauf des Nutzungsrechts zum Abtransport vorbereitet).

## Publikationen (Auswahl)

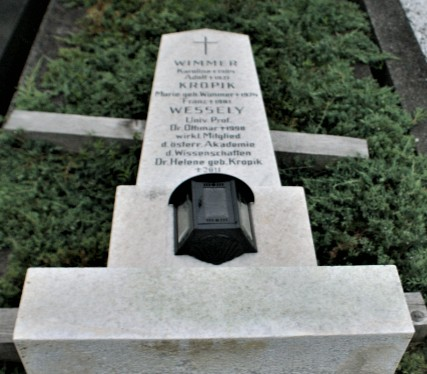
Grabstätte von Othmar Wessely

- Johannes Brassicanus. Ein Beitrag zur Linzer Musikgeschichte der Spätrenaissance. In: Oberösterreichische Heimatblätter. Jahrgang 2, Heft 3, Linz 1948, S. 258–267 (ooegeschichte.at [PDF]).
- Musik in Oberösterreich (= Schriftenreihe des Institutes für Landeskunde von Oberösterreich. 3, ZDB-ID 505035-2). Oberösterreichischer Landesverlag, Linz 1951.
- Die Musikinstrumentensammlung des Oberösterreichischen Landesmuseums (= Kataloge des Oberösterreichischen Landesmuseums. 9, ZDB-ID 842481-0).  Oberösterreichischen Landesmuseum, Linz 1952.
- als Herausgeber: Johannes Brassicanus: Sechs Choralbearbeitungen und das Quodlibet “Was wölln wir aber heben an?” (= Musik alter Meister. 2, ZDB-ID 1089556-5). Akademische Druck- und Verlagsanstalt, Graz 1954.
- Arnold von Bruck. Leben und Umwelt. Mit Beiträgen zur Musikgeschichte des Hofes Ferdinands I. von 1527 bis 1545. Wien 1958 (= Habilitations-Schrift, Universität Wien, 1959).
- Musik. Habel, Darmstadt 1972, ISBN 3-87179-058-3.
- als Herausgeber: Bruckner-Studien. Festgabe der Österreichischen Akademie der Wissenschaften zum 150. Geburtstag von Anton Bruckner (= Österreichische Akademie der Wissenschaften. Philosophisch-Historische Klasse. Veröffentlichungen der Kommission für Musikforschung. 16 = Österreichische Akademie der Wissenschaften, Philosophisch-Historische Klasse. Sitzungsberichte. 300). Verlag Österreichische Akademie der Wissenschaften, Wien 1975, ISBN 3-7001-0109-0.

- Die älteren Libretti der Bibliothek des Instituts für Musikwissenschaft der Universität Wien (= Tabulae musicae Austriacae. 13). Verlag Österreichische Akademie der Wissenschaften, Wien 1998, ISBN 3-7001-2472-4.